# Habronyx citrinus
Habronyx citrinus là một loài tò vò trong họ Ichneumonidae.